# Áras an Uachtaráin
Áras an Uachtaráin (irlandès, Residència del President) és el nom de la residència del President d'Irlanda: és situada a Phoenix Park, al Northside de Dublín. Es tracta d'un edifici del segle xviii construït per l'arquitecte Nathaniel Clements i que era la residència del Lord tinent d'Irlanda.